# Jamahiriyya
Jamahiriyya (ar. جماهيرية) er et arabisk udtryk, der almindeligvis oversættes til "massernes stat". Udtrykket, som er skabt af Muammar al-Gaddafi, er tænkt som et generisk udtryk, der skal beskrive en statstype. I praksis er Libyen den eneste stat, hvor udtrykket bruges. Ordet benyttes gerne i uoversat form.
Ordet kommer af jumhuriya, der er den almindelige arabiske oversættelse af republik, hvor man har ændret jumhur – "folk" – til flertalsformen jamahir — "masserne". 
| Politik | Spire Denne artikel om politik og ideologi er en spire som bør udbygges. Du er velkommen til at hjælpe Wikipedia ved at udvide den. |